# Ställe vor dem Frauentor
Ställe vor dem Frauentor ist eine Wüstung im Statistischen Bezirk 28 der kreisfreien Stadt Nürnberg.

## Geographie
Die Einöde lag auf einer Höhe von 308 m ü. NHN direkt vor dem Frauentor. An der Stelle der Anwesen befindet sich heute die Hopfenstraße.

## Geschichte
Der Ort wurde im Jahr 1531 erstmals urkundlich erwähnt. Gemäß der Urkunde errichtete Sebolt Scherl mit Zustimmung des Nürnberger Rates 1527 eine Feuerstatt für einen armen Mann, der zum Wohle der Bäcker Schweine beaufsichtigen sollte. Infolge des Zweiten Markgrafenkrieges (1552/54) wurden die Schweineställe beseitigt. Unmittelbar danach wurden wieder 14 Schweineställe errichtet, die der Zunft der Bäcker, Müller und anderer gehörten.
Gegen Ende des 18. Jahrhunderts gab es bei den Schweinställen vor dem Frauentor zwei Anwesen. Das Hochgericht übte die Reichsstadt Nürnberg aus, was aber von den brandenburg-ansbachischen Ämtern Schwabach und Schönberg bestritten wurde. Das Nürnberger Zinsmeisteramt war  Grundherr des Hofes war der beiden Häuser.
Von 1797 bis 1808 unterstand Ställe vor dem Frauentor dem Justiz- und Kammeramt Burgthann. Im Rahmen des Gemeindeedikts wurde der Ort dem 1808 gebildeten Steuerdistrikt Gleißhammer und der im selben Jahr gegründeten Ruralgemeinde Gleißhammer zugeordnet. In der freiwilligen Gerichtsbarkeit unterstanden zwei Anwesen von 1823 bis 1837 dem Patrimonialgericht Boxdorf. 1825 wurde Ställe vor dem Frauentor nach Nürnberg eingemeindet. Neben den Schweinställen entstand eine kleine Siedlung, 1832 erstmals „Neuhausen“ genannt. 1855 waren die Schweineställe samt zugehörigen Häusern abgebrochen.

### Einwohnerentwicklung
| Jahr      | 001818 | 001824 | 001836 | 001840 |
| Einwohner | 50     | 155    | 149    | 149    |
| Häuser    | 7      | 13     | 14     | 14     |
| Quelle    | [ 6 ]  | [ 4 ]  | [ 7 ]  | [ 8 ]  |

## Religion
Ställe vor dem Frauentor war evangelisch-lutherisch geprägt und ursprünglich nach St. Lorenz (Nürnberg) gepfarrt, später nach St. Peter (Nürnberg).